# Arcane Astral Aeons
«Arcane Astral Aeons» — дев'ятий студійний альбом норвезького готик-метал-гурту Sirenia. Реліз відбувся 26 жовтня 2018 року.

## Список композицій
Автор музики і слів Мортен Веланд, окрім "Nos heures sombres", автором якої є Еммануель Зольден. 
| #     | Назва                                 | Тривалість |
| ----- | ------------------------------------- | ---------- |
| 1.    | «In Styx Embrace»                     | 6:02       |
| 2.    | «Into the Night»                      | 4:40       |
| 3.    | «Love Like Cyanide»                   | 5:49       |
| 4.    | «Desire»                              | 5:15       |
| 5.    | «Asphyxia»                            | 5:37       |
| 6.    | «Queen of Lies»                       | 3:55       |
| 7.    | «Nos heures sombres» (Наш темний час) | 4:30       |
| 8.    | «The Voyage»                          | 5:10       |
| 9.    | «Aerodyne»                            | 4:40       |
| 10.   | «The Twilight Hour»                   | 4:04       |
| 11.   | «Glowing Embers»                      | 5:32       |
| 55:12 |                                       |            |

| Бонусний трек | Бонусний трек                          | Бонусний трек |
| #             | Назва                                  | Тривалість    |
| ------------- | -------------------------------------- | ------------- |
| 12.           | «Love Like Cyanide» (укорочена версія) | 4:06          |
| 59:18         |                                        |               |

## Учасники запису
- Еммануель Зольден — жіночий вокал
- Мортен Веланд — гітари, ґроулінг, бас-гітара, клавіші, ударні, програмування
- Яніс Пападопулос (Beast In Black) — чистий чоловічий вокал у треці «Love Like Cyanide»
- Остен Бергей (колишній учасник Tristania) — чистий чоловічий вокал у треці «Aerodyne»
- Стефані Валентайн — скрипка
- Матью Ландрі, Емілі Берну — хор

## Чарти
| Чарт (2018)                     | Місце |
| ------------------------------- | ----- |
| Belgian Albums Chart (Фландрія) | 131   |
| Belgian Albums Chart (Валлонія) | 150   |
| Swiss Albums Chart              | 80    |